# Jessica Sedlock
Jessica Jillian Sedlock (* 12. November 1988 in Victoria) ist eine kanadische Biathletin.
Jessica Sedlock startet für Biathlon British Columbia und wird von Ilmar Heinicke trainiert. 2006 bestritt sie in Presque Isle ihre ersten Juniorenweltmeisterschaften mit einem 33. Platz im Sprint als bestes Ergebnis. Ein Jahr später in Martell war Platz 52 im Sprint bestes Resultat. Später trat sie bei den Juniorenwettkämpfen der Biathlon-Europameisterschaften 2008 in Nové Město na Moravě an und erreichte als beste Ergebnisse Platz 25 im Sprint und 24 im Einzel. 2009 startete Sedlock in Canmore bei ihren dritten Junioren-WM und erreichte als 20. im Sprint ihr bestes Resultat. Mit Megan Tandy und Rosanna Crawford erreichte sie mit der Staffel Platz sieben. Die EM 2009 in Ufa brachten mit Platz 19 in der Verfolgung das beste Resultat.
Bei den Frauen startete Sedlock bei den Europameisterschaften 2008 und 2009 in den Staffelrennen. 2008 lief sie mit Crawford, Claude Godbout und Jodi Etcheverry auf den 11. Rang, 2009 mit Cynthia Clark, Godbout und Crawford auf Platz sechs. Weitere gute Resultate erreichte die Kanadierin als Sechste im Einzel, Vierte im Sprint und Fünfte der Verfolgung bei den Nordamerikanischen Meisterschaften im Skiroller-Biathlon 2008. Weitere gute Ergebnisse schaffte Sedlock beim Biathlon-NorAm-Cup 2008/09. Sie gewann das erste Rennen der NorAm-Cup-Saison, einen Sprint, in Canmore und wurde beim folgenden Einzel Zweite hinter Megan Tandy. In der Gesamtwertung erreichte sie Rang 14. Nach der EM 2009 gab Sedlock ihr Debüt im IBU-Cup. In Ridnaun erreichte sie in einem Einzel als 30. ein erstes Resultat in den Punkterängen.